# چشمه سیر
چشمه سیر، روستایی است از توابع بخش مرکزی شهرستان سبزوار استان خراسان رضوی ایران.

## جمعیت
این روستا در دهستان رباط قرار داشته و بر اساس سرشماری سال ۱۳95 جمعیت آن ۱66 نفر (50 خانوار)
بوده است.